# Гротон (Нью-Гемпшир)
Гротон (англ. Groton) — місто (англ. town) в США, в окрузі Ґрафтон штату Нью-Гемпшир. Населення — 569 осіб (2020).

## Демографія
Згідно з переписом 2010 року, у місті мешкали 593 особи в 262 домогосподарствах у складі 174 родин. Було 436 помешкань
Расовий склад населення:
| - 95,3 % — білих - 1,5 % — азіатів - 0,7 % — корінних американців - 0,2 % — чорних або афроамериканців |

До двох чи більше рас належало 1,9 %. Частка іспаномовних становила 0,5 % від усіх жителів.
За віковим діапазоном населення розподілялося таким чином: 16,5 % — особи молодші 18 років, 64,3 % — особи у віці 18—64 років, 19,2 % — особи у віці 65 років та старші. Медіана віку мешканця становила 48,5 року. На 100 осіб жіночої статі у місті припадало 110,3 чоловіків;  на 100 жінок у віці від 18 років та старших — 109,7 чоловіків також старших 18 років.
Середній дохід на одне домашнє господарство  становив 69 607 доларів США (медіана — 46 818), а середній дохід на одну сім'ю — 94 452 долари (медіана — 56 250). Медіана доходів становила 37 308 доларів для чоловіків та 37 692 долари для жінок. За межею бідності перебувало 17,3 % осіб, у тому числі 14,3 % дітей у віці до 18 років та 8,3 % осіб у віці 65 років та старших.
Цивільне працевлаштоване населення становило 364 особи. Основні галузі зайнятості: роздрібна торгівля — 17,3 %, освіта, охорона здоров'я та соціальна допомога — 17,0 %, будівництво — 14,0 %, виробництво — 13,7 %.